# Folyami ingola
A folyami ingola (Lampetra fluviatilis) az ingolák (Cephalaspidomorphi) osztályának az ingolaalakúak (Petromyzoniformes) rendjébe, ezen belül az ingolafélék (Petromyzontidae) családjába tartozó faj.

## Előfordulása
A folyami ingola az európai tengerparti vizek és a tengerbe torkolló folyók lakója, az Északi- és Balti-tengertől Olaszországig és Dalmáciáig megtalálható.

## Megjelenése
A folyami ingola hím testhossza 31-32 centiméter, nőstényé 32-34 centiméter, legfeljebb 40 centiméter. Az állat felső állkapcsi lemeze széles, mindkét oldalán egy-egy erős foggal. Az alsó állkapcsi lemezen 5-9 (többnyire 7) erős és éles fog van. A szájkorongon csak felül vannak külső ajakfogak, ezek kis számban és elszórva helyezkednek el. A belső ajakfogak erőteljesek, két- vagy háromcsúcsúak. Az elülső nyelvlemez elülső peremén 9-17 (többnyire 13-15) fogacska ül, közülük a középső nagyobb és szélesebb. A két hátúszó az ívási időszakon kívül elkülönülő, ívás idején összeérnek. Színezete felül a sötét ólomszürkétől a zöldeskékig változik, hasoldala fehér. Úszói lila csillogással.

## Életmódja
Az állat a halak (tőkehalak, heringek stb.) testén élősködik.

## Szaporodása
A folyami ingola vándorló faj, ősszel felfelé úszik a folyókban, ahol a rákövetkező tavaszon ivaréretté válik. Április és május között ívik, akár 40 000 ikráját elöntött kavicspadokra rakja. A lárvák 3-5 év alatt alakulnak át és indulnak a tenger felé. A parti térségben eltöltött nyár után az ingolák 30 centiméternél nagyobbak, mire az ívás megkezdődik, hüvelykujjnyi vastagra híznak.